# Tetrasomía 12p
El síndrome de Pallister-Killian es una enfermedad genética rara en humanos. Tiene lugar debido a la anómala presencia extra del isocromosoma 12p, el brazo corto del cromosoma 12. Esto desemboca en el desarrollo de una tetrasomía  12p. En tanto que no todas las células tienen el isocromosoma extra, el síndrome de Pallister-Killian se presenta en forma de mosaico.
Fue descrito por primera vez por Philip Pallister en 1977 e investigado más tarde por Maria Teschler-Nicola y W. Killian en 1981.

## Síntomas
Los síntomas incluyen distintos grados de retraso mental, epilepsia, hipotonía, y tanto hipopigmentación como hiperpigmentación. Los pacientes también muestran rasgos faciales característicos: frente alta, poco pelo en la sien, gran espacio entre los ojos, pliegue epicántico y nariz plana. Pueden presentar problemas en la visión y sordera. También pueden mostrar cardiopatía congénita, reflujo gastroesofágico, cataratas, y politelia. 
En recién nacidos, problemas observados en el diafragma pueden llevar a la muerte en poco tiempo. Conforme los pacientes entran en la adolescencia, el síndrome se caracteriza por una faz tosca y aplanada, macroglosia, labio inferior invertido y retraso psicomotor con hipertonía y contracturas musculares.

## Patogenia
El síndrome de Pallister-Killian no parece ser hereditario. Algunas investigaciones sugieren que la presencia de material cromosómico extra puede estar relacionada con errores en la disyunción meiótica, tanto paternos como maternos. Se han formulado diversas teorías sobre el mecanismo de esta formación.

## Diagnóstico
El isocromosoma puede ser detectado en muestras de fibroblastos de la piel, así como en muestras celulares del vello coriónico y del líquido amniótico. En raras ocasiones, también puede ser detectado en linfocitos sanguíneos. No hay un límite estricto respecto a dónde es posible encontrar dicho isocromosoma. Sin embargo, no es usual tomar muestras sanguíneas si el cariotipo sanguíneo parece normal.
Usando técnicas de ultrasonidos, el síndrome de Pallister-Killian puede ser diagnosticado mediante la observación de hipertelorismo, cuello ancho, caderas estrechas, malformaciones en manos o pies, hernia diafragmática e hidramnios. Una vez nacido, el bebé puede ser diagnosticado a través de la observación de los rasgos faciales característicos del síndrome.